# Eryngium agavifolium
Eryngium agavifolium  es una especie de plantas fanerógamas del género Eryngium, familia de las apiáceas. 

## Distribución
Es una hierba perennifolia que se encuentra en Argentina en la Provincia de Córdoba, Santiago del Estero y San Luis a una altitud de 500 a 1000 metros.

## Taxonomía
Eryngium agavifolium fue descrita por August Heinrich Rudolf Grisebach y publicado en Abhandlungen der Königlichen Gesellschaft der Wissenschaften zu Göttingen 19: 155–156. 1874.
Etimología
Eryngium: nombre genérico que probablemente hace referencia a la palabra que recuerda el erizo: "Erinaceus" (especialmente desde el griego "erungion" = "ción"), sino que también podría derivar de "eruma" (= protección), en referencia a la espinosa hojas de las plantas de este tipo.
agavifolium: epíteto derivado de αγαυοϛ, agave y folius que significa "hojas de agave".

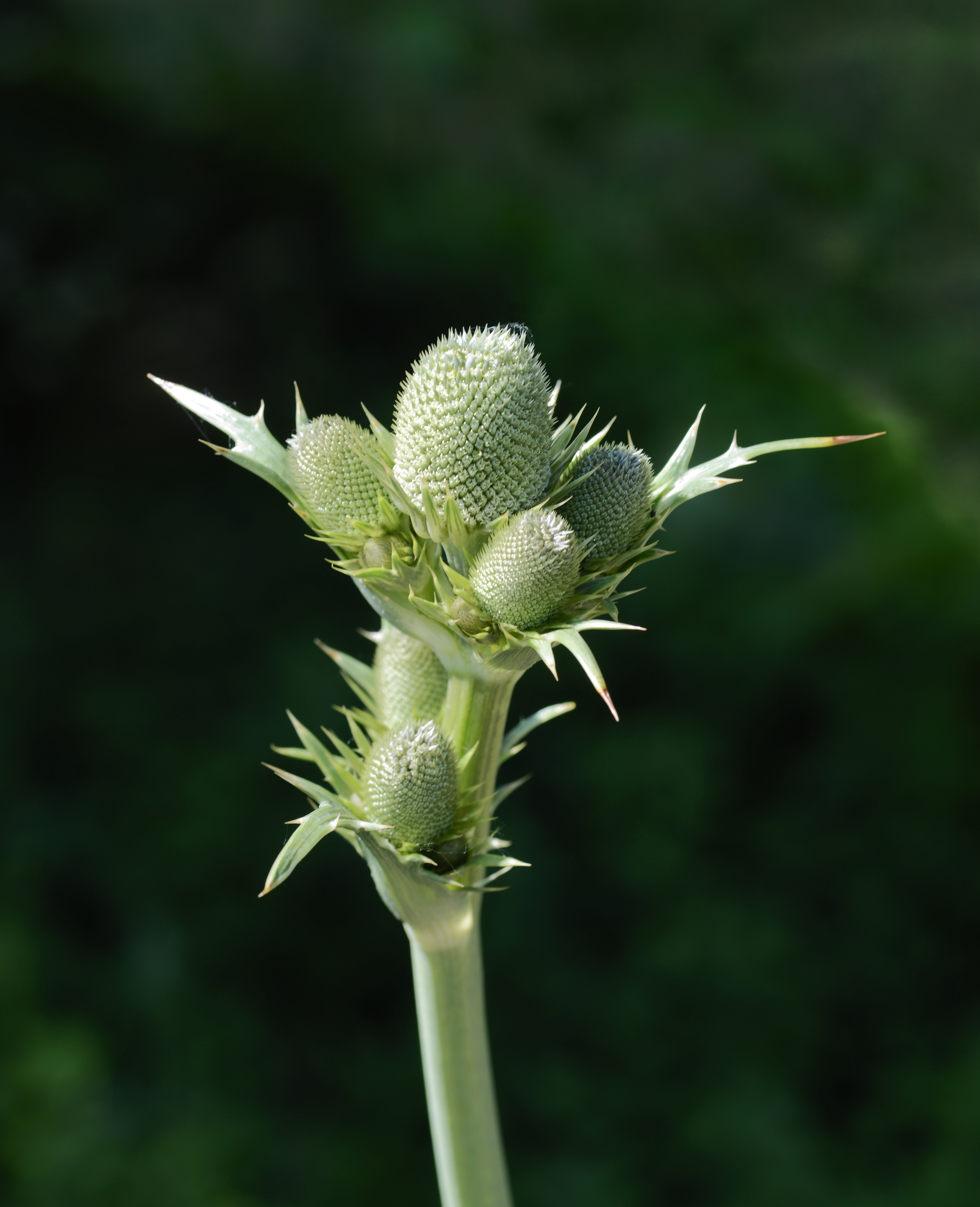
Detalle